# Ordine di Ho Chi Minh
L'Ordine di Ho Chi Minh è un'onorificenza del Vietnam.

## Storia
L'Ordine è stato fondato il 6 giugno 1947 e dedicato al rivoluzionario e politico Ho Chi Minh. Fino al 1981 veniva assegnato in tre classi di benemerenza.

## Assegnazione
L'Ordine è assegnato per aver reso grandi ed eccezionali servizi meritori per il paese nei campi politico, economico, sociale, letterario, artistico, scientifico, tecnologico, di difesa, di sicurezza, diplomatico e in diversi altri.

## Insegne
- L'insegna è una medaglia dorata con il busto di profilo di Ho Chi Minh e con sopra il nome dell'Ordine in lingua vietnamita e sotto due fasce d'alloro.
- Il nastro è rosso con tre strisce gialle.